# Иншаатчылар (станция метро)
«Иншаатчылар» (азерб. İnşaatçılar — «Строители») — станция  второй (Зелёной) линии Бакинского метрополитена, расположенная между станциями «Элмляр Академиясы» и «20 января». Во время проходки тоннеля на участке между станциями «Элмляр Академиясы» — «Иншаатчылар» произошёл неожиданный и невероятной мощности прорыв воды, это было единственной и самой крупной аварией, случившейся во время строительства Бакинского метро. В дальнейшем работы на аварийном участке проводились методом замораживания жидким азотом. В связи с этим событием станция получила название в честь доблестного героического труда строителей метрополитена.

## Характеристика
Станция открыта 31 декабря 1985 года в составе 9 километрового пускового участка «Элмляр академиясы» — «Мемар Аджеми», состоящего из четырёх станций, из которых «Иншаатчылар» является первой от центра станцией мелкого заложения.
Выход в город через подземные переходы на улицу А. М. Шарифзаде.
На станции звучит фрагменты песни «Дочь гор Рейхан».